# Синицын, Александр Владимирович
Алекса́ндр Влади́мирович Сини́цын (30 мая 1956, Сталинск, Кемеровская область — 24 февраля 2023, Краснодар) — советский и российский тренер по лёгкой атлетике. Тренер-преподаватель Краснодарской краевой школы высшего спортивного мастерства, личный тренер ряда титулованных спортсменов, среди которых Д. Шевченко, Л. Короткевич, А. Лесной и др. Заслуженный тренер России (1991).

## Биография
Александр Синицын родился 30 мая 1956 года в шахтёрском посёлке Редаково на окраине Новокузнецка, Кемеровская область.
Заниматься лёгкой атлетикой начал в 1970 году, проходил подготовку в Краснодаре под руководством заслуженного тренера СССР Мечислава Николаевича Овсяника. Окончил Краснодарский государственный институт физической культуры (1979).
Выступая за всесоюзное физкультурно-спортивное общество «Динамо» (Краснодар), в 1981 году выполнил норматив мастера спорта СССР по лёгкой атлетике. В 1982 году на турнире в Волгограде выиграл серебряную медаль и установил свой личный рекорд в метании молота — 75,86 метра.
Ещё будучи действующим спортсменом, с 1979 года занимался тренерской деятельностью. Работал тренером-преподавателем на отделении лёгкой атлетики Краснодарской краевой школы высшего спортивного мастерства.
За долгие годы тренерской работы подготовил ряд титулованных спортсменов, добившихся успеха на международном и всероссийском уровне. Так, среди его воспитанников:
- Дмитрий Шевченко — серебряный призёр чемпионатов мира и Европы;
- Лариса Короткевич — участница двух Олимпийских игр;
- Александр Лесной — победитель Всемирной Универсиады;
- Магомедсалам Магомедов — призёр чемпионатов России;
- Оксана Тучак (Андрусина) — участница Олимпийских игр.
- Наталья Тронева — чемпионка юношеских Олимпийских игр.
- Мария Абакумова — бронзовая призёрка чемпионата мира.
- Борис Бездольный — чемпион России в метании копья.

За выдающиеся достижения на тренерском поприще в 1991 году удостоен почётного звания «Заслуженный тренер России».
Принимал участие в соревнованиях по лёгкой атлетике в качестве судьи. Судья всероссийской категории (2016).
Награждён знаком «Отличник физической культуры и спорта», медалью ордена «За заслуги перед Отечеством» II степени.
В 2021 году готовил к Олимпийским играм в Токио индийскую метательницу Симу Пунию-Антил.
Умер от тромбоэмболии 24 февраля 2023 года в Краснодаре в возрасте 66 лет.